# Kophobelemnon leucharti
Kophobelemnon leucharti is een Pennatulaceasoort uit de familie van de Kophobelemnidae. De wetenschappelijke naam van de soort is voor het eerst geldig gepubliceerd in 1917 door Cecchini.